# Rosa rubus
Rosa rubus es una especie de planta del género Rosa, de la familia Rosaceae.

## Taxonomía
Rosa rubus fue descrita por H. Lév. y Vaniot en 1908.

## Distribución
Se encuentra en el territorio de China central y meridional.